# 정춘희
정춘희(1998년 3월 4일~)는 조선민주주의인민공화국의 역도 선수이다. 2014년 하계 청소년 올림픽에 참가해 은메달을 획득했다.